# متنزه دلتا الحكومي
تبلغ مساحة بحيرة دلتا الحكومية، 720 أكر (2.9 كـم2) منتزه ولاية نيويورك تقع على شبه جزيرة تمتد من الشاطئ الجنوبي الشرقي لبحيرة دلتا في بلدة الغربية، في مقاطعة أونيدا، نيويورك، الولايات المتحدة. تقع قبالة طريق 46 ولاية نيويورك، جنوب غرب ويسترنفيل، نيويورك وشمال روما، نيويورك.

## تاريخ
تم إنشاء شبه الجزيرة التي تحتوي اليوم على بحيرة دلتا الحكومية عندما تم إنشاء نهرالموهوك في عام 1908 لتشكيل بحيرة دلتا، وهو خزان مخصص لتزويد قناة يارج ولاية نيويورك بالمياه. استأجرت شركة قناة ولاية نيويورك ما يقرب من 350 أكر(1.4 كـم2) إلى مكتب ولاية نيويورك للمتنزهات والترفيه والمحافظة التاريخية لإنشاء حديقة عامة في عام 1962. في عام 2005، أُعلن أن هيئة القناة ستنقل رسميًا أرض المتنزه، إلى جانب 370 أكر (1.5 كـم2)، إلى إِن واي إِس أُو بِي أَر إِتش بِي، وبذلك تصل المساحة الإجمالية للحديقة إلى 720 أكر (2.9 كـم2).

## مرافق
توفر الحديقة شاطئًا وطاولات نزهة وأجنحة وملعبًا ومطاعم ومسارات للمشي لمسافات طويلة وركوب الدراجات والتزلج الريفي على الثلج والتزلج على الجليد وصيد الأسماك على الجليد وبرامج الترفيه وإطلاق القوارب ومخيم مع 101 خيمة وأماكن للاستحمام ومحطة تفريغ.

## روابط خارجية
- New York State Parks - Delta Lake State Park
- Delta Lake State Park map